# Рокамена
Рокамѐна (на италиански и на сицилиански Roccamena) е село и община в Южна Италия, провинция Палермо, автономен регион и остров Сицилия. Разположено е на 480 m надморска височина. Населението на общината е 1604 души (към 2010 г.).